# AKB0048
AKB0048 (AKB0048?) è una serie televisiva anime prodotta dallo studio Satelight nel 2012 ed ispirata al popolare gruppo di idol AKB48.

## Trama
All'inizio del ventunesimo secolo, una guerra interplanetaria ha sconvolto l'equilibrio dell'universo. L'ecosistema terrestre è stato irreversibilmente danneggiato, e per poter sopravvivere i sopravvissuti umani sono stati costretti ad abbandonare il pianeta. Nella nuova società instaurata però viene bandita ogni cosa che possa creare disturbo alla Terra, e quindi è proibita anche ogni forma d'arte, compresa la musica. Quarantotto anni dopo l'inizio di questo nuovo periodo per l'uomo, ricompare dal passato un leggendario gruppo di idol, le AKB0048. Etichettate come terroriste, il gruppo di giovani cantanti devono ricominciare a cantare e riportare la musica sulla Terra per amore dei propri fan.
Le quattro protagoniste, da bambine, si erano ripromesse che sarebbero diventate membri delle AKB0048.

## Personaggi

### Kenkyūsei
- Orine Aida (藍田 織音?, Aida Orine),  doppiata da Sayaka Nakaya
- Yuka Ichijō (一条 友香?, Ichijou Yuka), doppiata da Amina Satō
- Suzuko Kanzaki (神崎 鈴子?, Kanzaki Suzuko), doppiata da Sawako Hata
- Mimori Kishida (岸田 美森?, Kishida Mimori), doppiata da Sumire Satō
- Kanata Shinonome (東雲 彼方?, Shinonome Kanata), doppiata da Haruka Ishida
- Sonata Shinonome (東雲 楚方?, Shinonome Sonata), doppiata da Kumi Yagami
- Chieri Sono (園 智恵理?, Sono Chieri), doppiata da Mayu Watanabe
- Nagisa Motomiya (本宮 凪沙?, Motomiya Nagisa), doppiata da Karen Iwata
- Makoto Yokomizo (横溝 真琴?, Yokomizo Makoto), doppiata da Mao Mita

### Membri famosi
- Sayaka Akimoto (秋元 才加?, Akimoto Sayaka) / Sayaka (さやか?), doppiata da Ayako Kawasumi
- Tomomi Itano (板野 友美?, Itano Tomomi) / Tomochin (ともちん?), doppiata da Kana Ueda
- Yūko Ōshima (大島 優子?, Ooshima Yuuko) / Yuuko (ゆうこ?), doppiata da Akemi Kanda
- Yuki Kashiwagi (柏木 由紀?, Kashiwagi Yuki) / Yukirin (ゆきりん?), doppiata da Yui Horie
- Haruna Kojima (小嶋 陽菜?, Kojima Haruna) / Kojiharu (こじはる?), doppiata da Mamiko Noto
- Minami Takahashi (高橋 みなみ?, Takahashi Minami) / Takamina (たかみな?), doppiata da Ryōko Shiraishi
- Atsuko Maeda (前田 敦子?, Maeda Atsuko) / Acchan (あっちゃん?), doppiata da Miyuki Sawashiro
- Sae Miyazawa (宮澤 佐江?, Miyazawa Sae) / Sae (さえ?), doppiata da Mai Nakahara
- Mayu Watanabe (渡辺 麻友?, Watanabe Mayu) / Mayuyu (まゆゆ?), doppiata da Yukari Tamura

## Episodi
| Nº | Giapponese 「Kanji」 - Rōmaji                           | In onda        | In onda |
| Nº | Giapponese 「Kanji」 - Rōmaji                           | Giapponese     |         |
| 1  | 「消せない夢」 - Kesenai Yume                           | 29 aprile 2012 |         |
| 2  | 「選ばれし光」 - Erabareshi Hikari                      | 6 maggio 2012  |         |
| 3  | 「星屑セレクション」 - Hoshizuki Serekushon             | 13 maggio 2012 |         |
| 4  | 「その努力裏切らない」 - Sono Doryoku Uragiranai        | 20 maggio 2012 |         |
| 5  | 「それぞれの休日」 - Sorezore no Kyūjitsu               | 27 maggio 2012 |         |
| 6  | 「初めての握手会」 - Hajimete no Akushukai              | 3 giugno 2012  |         |
| 7  | 「襲名キララ」 - Shūmei Kirara                          | 10 giugno 2012 |         |
| 8  | 「その名前、誰のもの？」 - Sono Namae wa, Dare no Mono? | 17 giugno 2012 |         |
| 9  | 「キモチリレーション」 - Kimochi Rirēshon               | 24 giugno 2012 |         |
| 10 | 「波間のキセキ」 - Namima no Kiseki                     | 1º luglio 2012 |         |
| 11 | 「ランカスター再び」 - Rankasutā Futatabi               | 8 luglio 2012  |         |
| 12 | 「愛をうたうアイドル」 - Ai wa Utau Aidoru              | 15 luglio 2012 |         |
| 13 | 「笑顔のために」 - Egao no Tame ni                      | 22 luglio 2012 |         |